# Aeffe
Aeffe S.p.A. è una società per azioni italiana, costituita nel 1988, che opera a livello internazionale nel settore del lusso ed è attivo nella creazione, nella produzione e nella distribuzione di un'ampia gamma di prodotti che comprende prêt-à-porter, calzature e pelletteria, lingerie e beachwear.
La società è quotata presso la Borsa valori di Milano (Borsa Italiana: AEF) dal 2007 dove è presente negli indici FTSE Italia STAR e FTSE Italia Small Cap.

## Storia
Le origini del gruppo risalgono al 1972, quando la stilista Alberta Ferretti inizia l'attività sotto forma di ditta individuale. Nel 1988 viene costituita una società denominata Faar s.r.l., a cui vengono conferite le attività e che, nel 1990, verrà trasformata in società per azioni divenendo l'attuale Aeffe S.p.A.. La prima collaborazione con altri stilisti risale invece al 1983, quando l'azienda inizia a produrre su licenza la linea Moschino Couture dello stilista Franco Moschino.
La crescita del gruppo viene accompagnata negli anni dalle collaborazioni con altri importanti stilisti quali Jean-Paul Gaultier dal 1995 (la collaborazione termina con la collezione primavera-estate 2013) e Narciso Rodriguez dal 1998 (collaborazione terminata nel 2007). Il gruppo è licenziatario esclusivo dei marchi Cédric Charlier dal 2011 ed Emanuel Ungaro dal 2012 (collaborazione terminata nel 2015). Dal 2013 la direzione creativa del brand Moschino viene affidata a Jeremy Scott, designer statunitense, classe 1975.
Il gruppo sviluppa le collezioni e opera per i marchi di proprietà Alberta Ferretti, Philosophy di Lorenzo Serafini, Moschino, Pollini e i marchi in licenza Cédric Charlier, Jeremy Scott e Blugirl Folies. Il gruppo, inoltre, ha concesso in licenza ad alcuni partners la produzione e la distribuzione di altre categorie merceologiche che completano la propria offerta (tra cui profumi, linee bimbo e junior, orologi e occhiali).

## Consiglio d'amministrazione
- Presidente: Massimo Ferretti
- Vicepresidente: Alberta Ferretti
- Amministratore delegato: Simone Badioli
- Direttore generale e consigliere: Marcello Tassinari
- Consigliere: Daniela Saitta
- Consigliere: Michela Zeme
- Consigliere: Bettina Campedelli
- Consigliere: Roberto Lugano
- Consigliere: Marco Francesco Mazzù

Consiglio di amministrazione in carica dal 22 aprile 2020.

## Azionariato
L'azionariato comunicato alla Consob è il seguente:
- Fratelli Ferretti Holding: 61,797%
- Azioni proprie: 5,473%

## Principali partecipazioni
- Moschino S.p.A. - (Italia) - 70%
- Pollini S.p.A. - (Italia) - 100%
- Velmar S.p.A. - (Italia)- 100%
- Aeffe Retail S.p.A. - (Italia) - 100%
- Aeffe Usa Inc. - (Stati Uniti d'America) - 100%
- Aeffe UK Ltd. - (Gran Bretagna) - 100%
- Aeffe France S.a.r.l. - (Francia) - 99,9%
- Aeffe Germany Gmbh - (Germania) - 100%
- Aeffe Shanghai Ltd - (Cina) - 100%

## Dati economici
Nel 2019 i ricavi consolidati del Gruppo Aeffe sono stati pari a 351,4 milioni di euro rispetto ai 346,6 milioni di euro del 2018 con un aumento dell'1,4%.
Nel 2019 le vendite sul Mercato italiano sono state pari al 45,8% del fatturato consolidato e sono ammontate a 160,9 milioni di euro; tale incidenza si riduce al 36% al netto dell’effetto delle vendite alla clientela straniera effettuate sul territorio nazionale.
Le vendite in Europa, con un’incidenza sul fatturato del 24,7%, sono state pari a 86,9 milioni di euro.
In Asia e nel Resto del mondo, il Gruppo ha conseguito ricavi per 86,0 milioni di Euro, con un’incidenza sul fatturato del 24,5%.
Le vendite in America, con un’incidenza sul fatturato del 5%, sono state pari a 17,6 milioni di euro.
A livello di canale distributivo, nel 2019, il canale wholesale ha rappresentato il 69,4% del fatturato di gruppo, ammontando a 243,9 milioni di euro.
Le vendite dei negozi a gestione diretta (canale retail) sono ammontate a 93,8 milioni di euro e hanno rappresentato il  26,7% delle vendite del Gruppo.
I ricavi per royalties, che rappresentano il 3,9% del fatturato consolidato, sono stati pari a 13,7 milioni di euro.
Nel 2019 l’Ebitda del Gruppo è stato pari a 53,1 milioni di Euro (con un’incidenza del 15,1% sul fatturato).
L’Utile netto dopo le imposte è stato pari a 12,0 milioni di Euro.
Al 31 dicembre 2019 il patrimonio netto ammontava a 204,1 milioni di Euro.